# Synthesia
Synthesia (ehemals Piano Hero) ist eine Keyboard-Computersimulation für die Betriebssysteme Microsoft Windows und Mac OS sowie bei mobilen Geräten für Android und IOS. Sie ermöglicht es dem Benutzer, mit einem speziellen Keyboard, das sich an den Computer anschließen lässt, oder der Tastatur nach bestimmten Bildschirmanweisungen, die auf einem virtuellen Keyboard mit entsprechenden Balken dargestellt werden, zu spielen. Das Konzept lässt sich daher auch mit Spielen wie Guitar Hero oder Keyboard Mania vergleichen. Die Songs werden jeweils über eine zugehörige MIDI-Datei aufgerufen. Die Software war bis Mai 2012 Open Source und stand unter der MIT-Lizenz. Der Quellcode der letzten Version (Version 0.6.1b) lässt sich über SourceForge herunterladen.

## Funktionen
Synthesia ermöglicht es, benutzerdefinierte MIDI-Dateien zu verwenden und dem Benutzer beim Spielen des Keyboards zu helfen und ihm dabei das Notenlernen zu ersparen bzw. zu vereinfachen. Nachdem das Stück vorbei ist, wird der Spieler mit einer Punktezahl bewertet, die er online mit anderen teilen kann. Zudem gibt es spezielle Lern- und Trainingspakete.

## Geschichte
Das Programm wurde von Nicholas Piegdon im Jahr 2006 entwickelt. Ursprünglich hieß das Programm Piano Hero, musste aber aufgrund einer Klage von Activision wegen Ähnlichkeiten mit dem Gameplay von Guitar Hero umbenannt werden. Aufgrund mehrerer Spenden erschien Anfang 2007 neben der Windows-Version auch eine Version für Mac OS. Nach dem Mai 2012 entschied sich Piegdon, die Software nicht mehr als Open Source zu betreiben, da er kommerzielles Potenzial in ihr sah. So wurde die Software proprietär weitergeführt und bot eine Basis-Version an, die kostenlos war. Weitere Funktionen mussten durch einen speziellen Schlüssel, der käuflich erworben werden sollte, freigeschaltet werden. Seit Dezember 2014 ist das Programm mit Ausnahme von Demo-MIDIS allerdings nicht mehr kostenlos vom Anbieter erhältlich. Im Dezember 2012 folgte eine Version für iOS und im Dezember 2014 für Android.

## Trivia
Auf Videoportalen wie YouTube werden häufig Keyboard-Versionen bzw. Tutorials von Liedern, Titelmelodien und anderen musikalischen Werken mit Synthesia realisiert, indem der Spielverlauf aufgenommen wird.